# It’s Okay to Not Be Okay
It's Okay to Not Be Okay (kor. 사이코지만 괜찮아, Saikojiman gwaenchana) – południowokoreański serial telewizyjny. Główne role odgrywają w nim Kim Soo-hyun oraz Seo Ye-ji. Serial emitowany był na kanale tvN od 20 czerwca do 9 sierpnia 2020 roku, w sobotę i niedzielę o 21:10.
W Polsce licencja na emisję serialu wykupiona została przez Netflix; serial dostępny jest pod angielskim tytułem.

## Obsada

### Postacie pierwszoplanowe
- Kim Soo-hyun jako Moon Gang-tae
  - Moon Woo-jin jako młody Moon Gang-tae
- Seo Ye-ji jako Ko Moon-young
  - Kim Soo-in jako młoda Ko Moon-young
- Oh Jung-se jako Moon Sang-tae
  - Lee Kyu-sung jako młody Moon Sang-tae
- Park Gyu-young jako Nam Ju-ri
  - Park Seo-kyung jako młoda Nam Ju-ri

### Postacie drugoplanowe
SangsangESang Publishing Company
- Kim Joo-hun jako Lee Sang-in
- Park Jin-joo jako Yoo Seung-jae

Urzędnicy OK Psychiatric Hospital
- Kim Chang-wan jako Oh Ji-wang
- Jang Young-nam jako Park Haeng-ja
- Kim Mi-kyung jako Kang Soon-deok
- Jang Gyu-ri jako Sun Byul
- Seo Joon jako Kwon Min-suk
- Choi Woo-sung jako Oh Cha-yong

Pacjenci
- Lee Eol jako Ko Dae-hwan
- Kim Ki-chun jako Gan Pil-ong
- Jung Jae-kwang jako Joo Jeong-tae
- Ji Hye-won jako Lee Ah-reum
- Kang Ji-eun jako Park Ok-ran
- Joo In-young jako Yoo Sun-hae

### Inne postaci
- Kang Ki-doong jako Jo Jae-soo
- Choi Hee-jin jako Moon Sang-tae i matka Moon Gang-tae
- Woo Jung-won jako Do Hui-jae

## Oglądalność
| No. | Tytuł                                | Data emisji          | Oglądalność (AGB Nielsen)     |
| --- | ------------------------------------ | -------------------- | ----------------------------- |
| 1   | Chłopiec, który żywił się koszmarami | 20 czerwca 2020(dts) | 6,093%                        |
| 2   | Kobieta w czerwonych butach          | 21 czerwca 2020(dts) | 4,722%                        |
| 3   | Śpiąca czarownica                    | 27 czerwca 2020(dts) | 5,940%                        |
| 4   | Dziecko-Zombie                       | 28 czerwca 2020(dts) | 4,942%                        |
| 5   | Roszpunka i przeklęty zamek          | 4 lipca 2020(dts)    | 4,661% (cz. 1) 5,248% (cz. 2) |
| 6   | Sekret Sinobrodego                   | 5 lipca 2020(dts)    | 5,056% (cz. 1) 5,647% (cz. 2) |
| 7   | Wiosenny piesek                      | 11 lipca 2020(dts)   | 5,054% (cz. 1) 5,555% (cz. 2) |
| 8   | Piękna i Bestia                      | 12 lipca 2020(dts)   | 4,744% (cz. 1) 5,634% (cz. 2) |
| 9   | Król z oślimi uszami                 | 18 lipca 2020(dts)   | 4,995% (cz. 1) 5,814% (cz. 2) |
| 10  | Dziewczyna, która wołała o pomoc     | 19 lipca 2020(dts)   | 4,212% (cz. 1) 5,481% (cz. 2) |
| 11  | Brzydkie kaczątko                    | 25 lipca 2020(dts)   | 4,552% (cz. 1) 5,681% (cz. 2) |
| 12  | Romeo i Julia                        | 26 lipca 2020(dts)   | 5,145% (cz. 1) 5,264% (cz. 2) |
| 13  | Ojciec dwóch sióstr                  | 1 sierpnia 2020(dts) | 4,794% (cz. 1) 5,696% (cz. 2) |
| 14  | Ręka, żabnica                        | 2 sierpnia 2020(dts) | 5,403% (cz. 1) 5,947% (cz. 2) |
| 15  | Opowieść o dwóch braciach            | 8 sierpnia 2020(dts) | 5,567% (cz. 1) 6,492% (cz. 2) |
| 16  | Szukanie prawdziwej twarzy           | 9 sierpnia 2020(dts) | 6,224% (cz. 1) 7,348% (cz. 2) |